# Eddie Sierra
Eduardo Alfredo Sierra (Buenos Aires, Argentina, 29 de novembro de 1950), conhecido artisticamente como Eddie Sierra, é um compositor, arranjador e cantor de pop, baladas e pop rock.

## Discografia

### Solista
1. Eddie Sierra 1985
2. A contraviento 1987
3. Buscando mi lugar 1988
4. Está todo bien 1990
5. Eddie Sierra con los temas de los comerciales de Phillip Morris 1990
6. Desde adentro 1992
7. Fe 1992
8. Cambios 1993
9. El amor de mi vida 1995

### Compositor
- Música en Imágenes Vol. 1
- Música en Imágenes Vol. 2
- Música en Imágenes Vol. 3
- Música en Imágenes Vol. 4